# Symphlebia palmeri
Symphlebia palmeri là một loài bướm đêm thuộc phân họ Arctiinae, họ Erebidae.